# حرب فلسطين 1947–1949
كانت حرب فلسطين 1947–1949 هي حرب جرت في أراضي انتداب فلسطين تحت الحكم البريطاني. تُعرف من قبل الإسرائيليين باسم حرب الاستقلال. وهي الحرب الأولى في الصراع الإسرائيلي الفلسطيني والصراع العربي الأوسع مع إسرائيل. خلال هذه الحرب، انسحبت الإمبراطورية البريطانية من فلسطين الانتدابية والتي كانت جزءاً من الدولة العثمانية حتى عام 1917. وقد بلغت الحرب ذروتها أثناء تأسيس دولة إسرائيل على يد اليهود وشهدت تحولاً ديموغرافياً كاملاً للمنطقة التي احتلها اليهود بإزاحة ما يقرب من 800 ألف فلسطيني وتدمير معظم مناطقهم الحضرية. انتهى المطاف بالعديد من العرب الفلسطينيّين بلا وطن، أو مشردين، إما في المناطق الفلسطينية أو الدول العربية المحيطة بها. العديد منهم، وكذلك أحفادهم، ما زالوا بلا دولة وفي مخيمات اللاجئين.
الأراضي التي كانت تحت سيطرة الإدارة البريطانية قبل الحرب قُسمت بين دولة إسرائيل، والتي استحوذت على نحو 78 بالمئة منها، مملكة الأردن المعروفة آنذاك باسم شرق الأردن، التي استحوذت لاحقاً على المنطقة التي أصبحت الضفة الغربية، ومصر، والتي استولت على قطاع غزة، وهو إقليم ساحلي على شاطئ البحر الأبيض المتوسط، حيث أسست الجامعة العربية حكومة عموم فلسطين.
كان للحرب مرحلتان رئيسيّتان، الأولى كانت حرب 1947–1948 الأهلية في في فلسطين الانتدابية، والتي بدأت في 30 نوفمبر 1947، بعد يوم من تصويت الأمم المتّحدة على تقسيم الانتداب إلى دول يهودية وعربية، وتدويل القدس، وهو ما قبلت به القيادة اليهودية، واعترض عليه القادة العرب الفلسطينيين بالإضافة إلى الدول العربية. وصف المؤرخون هذه المرحلة من الحرب بأنها حرب أهلية أو عرقية أو طائفية بين الميليشيات اليهودية والفلسطينية، التي يدعمها جيش الإنقاذ العربي والدول العربية المحيطة. موصوفة بحرب العصابات والإرهاب، وتصاعدت في نهاية مارس عام 1948، عندما شرع اليهود في الهجوم وخلصوا إلى نتيجة بهزيمتهم للفلسطينيين في حملات ومعارك كبرى، وأسسوا خطوطاً أمامية واضحة. خلال هذه الفترة، حافظ البريطانيون على حكم متراجع على فلسطين، وتدخلوا بين الحين والآخر في أعمال العنف.
حددت الإمبراطورية البريطانية انسحابها والتخلي عن كل مطالبها لفلسطين في 14 مايو 1948. في ذلك اليوم، عندما غادرت آخر القوات والأفراد البريطانيين مدينة حيفا، أعلنت القيادة اليهودية في فلسطين تأسيس دولة إسرائيل. وتبع هذا الإعلان غزو فلسطين الفوري من قبل الجيوش العربية المحيطة وقوات الاستطلاعية من أجل منع إنشاء إسرائيل ومساعدة العرب الفلسطينيين الذين كانوا في الطرف الخاسر في تلك المرحلة، مع هروب عدد كبير من السكان أو إجبارهم على الرحيل بواسطة الميليشيات اليهودية.
شكّل الغزو بداية المرحلة الثانية من الحرب، حرب العرب عام 1948 وإسرائيل. تقدم المصريون عند الشريط الساحلي الجنوبي وتوقفوا عند أسدود. سيطر الفيلق العربي الأردني والقوات العراقية على المرتفعات الوسطى في فلسطين. وحاربت سوريا ولبنان عدة مناوشات مع القوات الإسرائيلية في الشمال. الميليشيات اليهودية، منظّمة في قوّات الدفاع الإسرائيلية الحديثة، تمكّنت من إيقاف القوّات العربية. شهدت الشهور اللاحقة اشتباكاً عنيفاً بين الجيش الإسرائيلي والجيوش العربية، والتي كانت تتراجع ببطء. تمكن الجيش الأردني والعراقي من السيطرة على أغلب المرتفعات الوسطى في فلسطين والاستيلاء على شرق القدس، بما في ذلك البلدة القديمة. كانت المنطقة التي حررتها مصر تقتصر على قطاع غزة وجيب صغير تحيط به القوات الإسرائيلية في الفالوجة.
في أكتوبر 1948، عبرت القوات الإسرائيلية الأراضي اللبنانية، واقتحمت شبه جزيرة سيناء المصرية، وأحاطت بالقوات المصرية بالقرب من مدينة غزة. آخر نشاط عسكري حدث في مارس عام 1949 عندما استولت القوات الإسرائيلية على صحراء النقب ووصلت إلى البحر الأحمر. في عام 1949، وقعت إسرائيل هدنة منفصلة مع مصر في 24 فبراير، ولبنان في 23 مارس، وشرق الأردن في 3 أبريل، وسوريا في 20 يوليو. استمرت في هذه الفترة عملية نزوح وطرد العرب الفلسطينيين.
في السنوات الـ3 التالية للحرب، هاجر حوالي 700 ألف يهودي إلى إسرائيل من أوروبا والأراضي العربية، مع مغادرة ثلثهم أو طردهم من بلادهم في الشرق الأوسط. هؤلاء اللاجئون اندمجوا في إسرائيل ضمن خطة المليون.

## خلفية
حرب عام 1948 كانت نتاج أكثر من 60 عاماً من الاحتكاك بين العرب واليهود الذين سكنوا الأرض بين البحر المتوسط ونهر الأردن. كان معظم اليهود يسمون هذه الأرض أرض إسرائيل. يعتبرون أنها مسقط رأس الشعب اليهودي واليهودية. على مر التاريخ، حط العديد من الغزاة في المنطقة. بعد الرومان، أتى البيزنطيون، والخلافات العربية، والصليبيين، والمماليك المسلمون، والدولة العثمانية. بحلول عام 1881، كانت الأرض تحت حكم العاصمة العثمانية مباشرةً. ويبلغ عدد سكانها حوالي 450 ألف متحدث عربي، و90 بالمئة منهم مسلمون، والبقية مسيحيون ودروز. حوالي 80 بالمئة من العرب عاشوا في 700 إلى 800 قرية والبقية في 12 مدينة. كان يُوجد 25 ألف يهودي. عاش معظمهم في القدس وكانوا متدينين أرثوذكس وفقراء. لم تكن لديهم أي آراء قومية.

### الهجرة اليهودية إلى فلسطين
تشكلت الصهيونية في أوروبا كحركة وطنية للشعب اليهودي. سعت لإعادة تأسيس الدولة اليهودية في الوطن القديم. الموجة الأولى من هجرة الصهيونية، والتي سُميت بـ«عليّة الأولى»، دامت من عام 1882 إلى 1903. حوالي 30 ألف يهودي، معظمهم من الإمبراطورية الروسية، وصلوا إلى فلسطين العثمانية. كان دافعهم هو فكرة الصهيونية والموجة المعادية للسامية في أوروبا، خاصة في الإمبراطورية الروسية التي أتت على شكل مجازر وحشية. أرادوا تأسيس مستوطنات زراعية يهودية وأغلبية يهودية في الأراضي ستسمح لهم باكتساب وضعية الدولة. غالباً ما قاموا باستيطان الأراضي ذات الكثافة السكانية المنخفضة، التي كانت مستنقعية وعرضة لهجمات البدو.
في بداية القرن الـ20، كان التعداد اليهودي في فلسطين ما بين 60 ألفاً و85 ألفاً، ثلثاهم أعضاء في الحركة الصهيونية، معظمهم يعيشون في 40 مستوطنة جديدة. واجهوا القليل جداً من العنف على شكل نزاعات والصراع على الأرض والموارد مع جيرانهم العرب أو نشاطات إجرامية. عام 1911، حاول العرب إحباط إنشاء مستوطنة يهودية في مرج ابن عامر، وأدى ذلك إلى مقتل رجل عربي واحد وحارس يهودي. أطلق العرب على اليهود اسم «الصليبيين الجدد» وازدهرت الخطابة المناهضة للصهيونية. التوتّر بين العرب واليهود أدّى إلى أحداث عنيفة في عدّة مناسبات، لا سيّما في 1920 و1921 و1929 و1936–1939.

### الحرب العالمية الأولى
خلال الحرب، عملت فلسطين كجبهة بين الإمبراطورية العثمانية والإمبراطورية البريطانية في مصر. أوقفت الحرب لفترة وجيزة خلافات اليهود والعرب. غزا البريطانيون الأرض في عام 1915 و1916، بعد هجومين عثمانيين فاشلين على سيناء. وكانت تساعدهم القبائل العربية في الحجاز، التي يقودها الهاشميون، ووعدتهم بالسيادة على المناطق العربية للإمبراطورية العثمانية. حذفت فلسطين من الوعد، التي كان يُخطط ها في البداية لأن تكون منطقة فرنسية وبريطانية مشتركة، وبعد وعد بلفور في نوفمبر 1917، ديار وطنية للشعب اليهودي. قرار دعم الصهيونية كان مدفوعاً بأعمال الضغط والتأثير بقيادة حاييم وايزمان. الكثير من المسؤولين البريطانيين الذين دعموا القرارات دعموا الصهيونية لأسباب دينية وإنسانية. كما كانوا يعتقدون أن دولة مدعومة من بريطانيا ستساعد في الدفاع عن قناة السويس.

### الدول العربية
بعد الحرب العالمية الثانية، برزت الدول العربية المحيطة من الحكم الانتدابي. شرق الأردن، تحت حكم الهاشمي، عبد الله الأول، حصلت على استقلالها من بريطانيا عام 1946، ودُعيت الأردن عام 1949، لكنها بقيت تحت تأثير بريطاني قوي. حظيت مصر باستقلال اسمي في 1922، ولكن استمرت بريطانيا بفرض تأثير قوي عليها حتى حدّت المعاهدة الإنجليزية المصرية عام 1936 من وجود بريطانيا إلى حامية من القوات في قناة السويس حتى عام 1945. استقلّت لبنان عام 1943، لكن القوات الفرنسية لم تنسحب حتى عام 1946، في العام نفسه، فازت سوريا باستقلالها عن فرنسا.
في عام 1945، بناءً على طلب بريطاني، قامت مصر والعراق ولبنان والسعودية وسوريا وشرق الأردن واليمن بتشكيل جامعة الدول العربية لتنسيق السياسة بين الدول العربية. نسق العراق والأردن عن قرب، ووقّعا على معاهدة دفاع مشترك، بينما كانت مصر وسوريا والسعودية تخشى أن تستحوذ شرق الأردن على جزء من أو كل فلسطين وتستخدمها كوسيلة للهجوم أو تقويض سوريا ولبنان والحجاز.

### خطة الأمم المتحدة للتقسيم 1947
في 29 نوفمبر من عام 1947، تبنت الهيئة العامة للأمم المتحدة قرارًا «تقترح على المملكة المتحدة السلطة القائمة بالانتداب لفلسطين، ولكل أعضاء الأمم المتحدة الآخرين التبنّي وتطبيق، فيما يتعلق بالحكومة الفلسطينية المستقبلية للتقسيم مع الاتحاد الاقتصادي». كانت هذه محاولة لحل النزاع بين العرب واليهود من خلال تقسيم فلسطين إلى «دول عربية ويهودية مستقلة» والنظام الدولي لمدينة القدس. كل دولة ستشكل 3 أقسام رئيسية. الدولة العربية ستأخذ منطقة محصورة في يافا كي يكون لها ميناء على البحر الأبيض المتوسط.
بنسبة 32 بالمئة من السكان تقريباً خُصص لليهود 56 بالمئة من المنطقة. احتوت على 499 ألف يهودي و438 ألف عربي ومعظمها كان في صحراء النقب. مُنح العرب الفلسطينيون 42 بالمئة من الأراضي، والتي يبلغ تعداد سكانها 818 ألف عربي فلسطيني و10 آلاف يهودي. بالنظر إلى أهميتها الدينية، فإنّ منطقة القدس، بما فيها بيت لحم، التي تضمّ 100 ألف عربي فلسطيني وعدد متساوٍ من اليهود، كان يُفترض أن تصبح كيانا متميزا، يُدار من قبل الأمم المتحدة. كان السكان في المنطقة غير الخاضعة لإدارة حصلون على حق الاختيار أن يكونوا مواطنين في أيّ من الولايات الجديدة.
قبلت القيادة اليهودية خطة التقسيم على أنها «الحد الأدنى الذي لا غنى عنه»، سعيدة باكتساب التقدير الدولي لكنها آسفة لعدم حصولهم على المزيد. ممثلو العرب الفلسطينيين والجامعة العربية عارضوا بشدة سياسة الأمم المتحدة ورفضوا سلطتها فيما يتعلق بذلك، مجادلين أن خطة التقسيم لم تكن عادلة للعرب بسبب توازن الشعب في ذلك الوقت. رفض العرب التقسيم، ليس لأنه كان ظالماً، بل لأن قادتهم رفضوا التقسيم بأي شكل. «أقرّوا أن حكم فلسطين يجب أن يعود إلى سكانها وفقاً لأحكام ميثاق الأمم المتحدة». وفقًا للمادة 73 ب من الميثاق، يجب أن تطور الأمم المتحدة حكمًا ذاتيًا للشعب في منطقة تحت إدارتها. نتيجةً مباشرةً لموافقة «الأمم المتحدة» على خطة التقسيم، البهجة العارمة في المجتمع اليهودي قابلها الاستياء من المجتمع العربي.

## 1947–1948 الحرب الأهلية في فلسطين الانتدابية

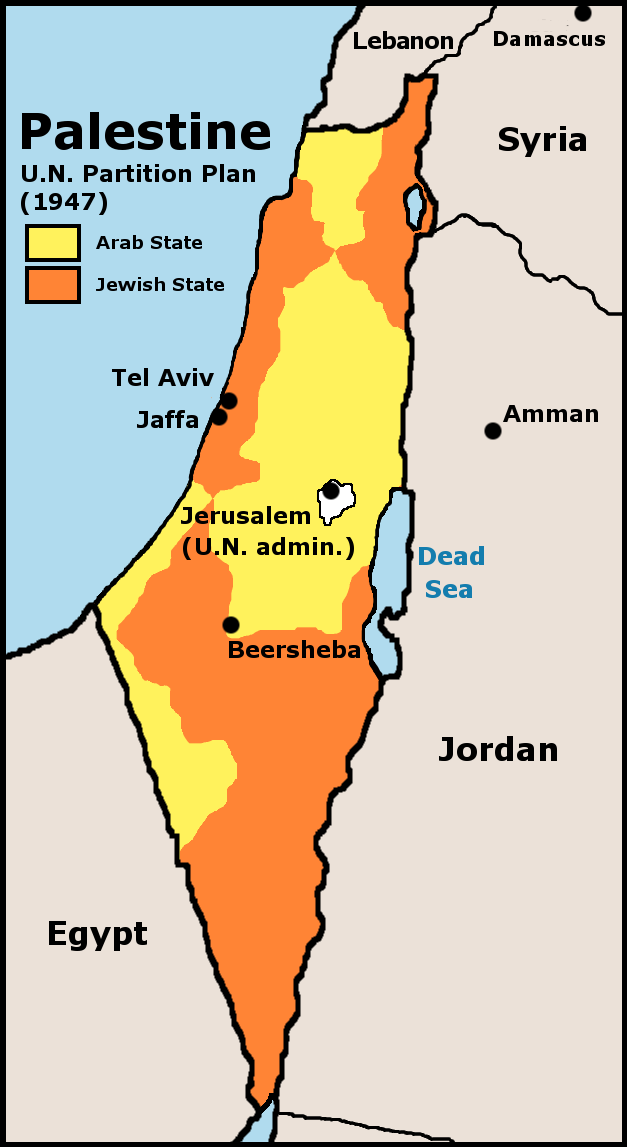
الفصل المقترح لفلسطين.

وقعت المرحلة الأولى من الحرب من تصويت الجمعية العامة للأمم المتحدة على خطة تقسيم فلسطين في 29 تشرين الثاني/نوفمبر 1947 حتى إنهاء الانتداب البريطاني وإعلان قيام دولة إسرائيل في 14 أيار/مايو 1948. خلال هذه الفترة اشتبكت الجاليات اليهودية والعربية في الانتداب البريطاني، بينما نظم البريطانيون انسحابهم ولم يتدخلوا إلا من حين لآخر. في الشهرين الأولين من الحرب الأهلية ، قتل حوالي 1000 شخص وجرح 2000، وبحلول نهاية مارس، ارتفع الرقم إلى 2000 قتيل و4000 جريح. تتوافق هذه الأرقام مع متوسط أكثر من 100 حالة وفاة و200 ضحية في الأسبوع من بين سكان يبلغ عددهم 2,000,000.

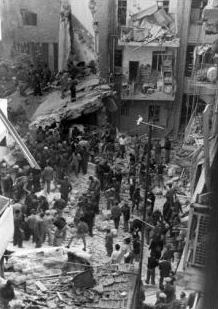
آثار الهجوم بسيارة مفخخة على شارع بن يهودا الذي أسفر عن مقتل 53 شخصا وإصابة كثيرين آخرين.

من يناير فصاعدا، أصبحت العمليات العسكرية على نحو متزايد. تسلل عدد من أفواج جيش التحرير العربي إلى فلسطين، ينشط كل منها في مجموعة متنوعة من القطاعات المتميزة حول المدن الساحلية. وقد عززوا وجودهم في الجليل والسامرة. جاء جيش الجهاد المقدس بقيادة عبد القادر الحسيني من مصر مع عدة مئات من الرجال. وبعد أن جند الحسيني بضعة آلاف من المتطوعين، نظم الحصار المفروض على سكان القدس اليهود البالغ عددهم 000 100 يهودي من سكان القدس.
ولمواجهة ذلك، حاولت سلطات اليشوف تزويد المدينة بقوافل تصل إلى 100 مركبة مدرعة، لكن العملية أصبحت غير عملية أكثر فأكثر مع ارتفاع عدد الضحايا في قوافل الإغاثة. وبحلول آذار/مارس، كان تكتيك الحسيني قد أتى ثماره. فقد دمرت جميع مركبات الهاجاناه المدرعة تقريبا، وكان الحصار يعمل بكامل طاقته، وقُتل المئات من أعضاء الهاجاناه الذين حاولوا جلب الإمدادات إلى المدينة. كان وضع أولئك الذين يعيشون في المستوطنات اليهودية في النقب وشمال الجليل معزولين للغاية وكانت حالتهم أكثر خطورة.
وقد دفع ذلك الولايات المتحدة إلى سحب دعمها لخطة التقسيم، وبدأت جامعة الدول العربية تعتقد أن العرب الفلسطينيين، الذين عززهم جيش التحرير العربي، قادرون على إنهاء قرار التقسيم. قرر البريطانيون في 7 شباط/فبراير 1948 دعم ضم شرق الأردن للجزء العربي من فلسطين.
بينما أمر السكان اليهود بالتمسك بأرضهم في كل مكان بأي ثمن، تعرض السكان العرب للعرقلة بسبب الظروف العامة لانعدام الأمن. وقد تعرض للإجلاء ما يصل إلى 100,000 عربي من الطبقات العليا والمتوسطة الحضرية في حيفا ويافا والقدس، أو المناطق التي يُسيطر عليها اليهود، إلى الخارج أو إلى المراكز العربية في الشرق.
أمر دافيد بن غوريون، يغائيل يادين بالتخطيط للتدخل المعلن للدول العربية. وكانت نتيجة تحليله خطة دالت، التي وضعت في بداية نيسان/أبريل.

### خطة دالت والمرحلة الثانية

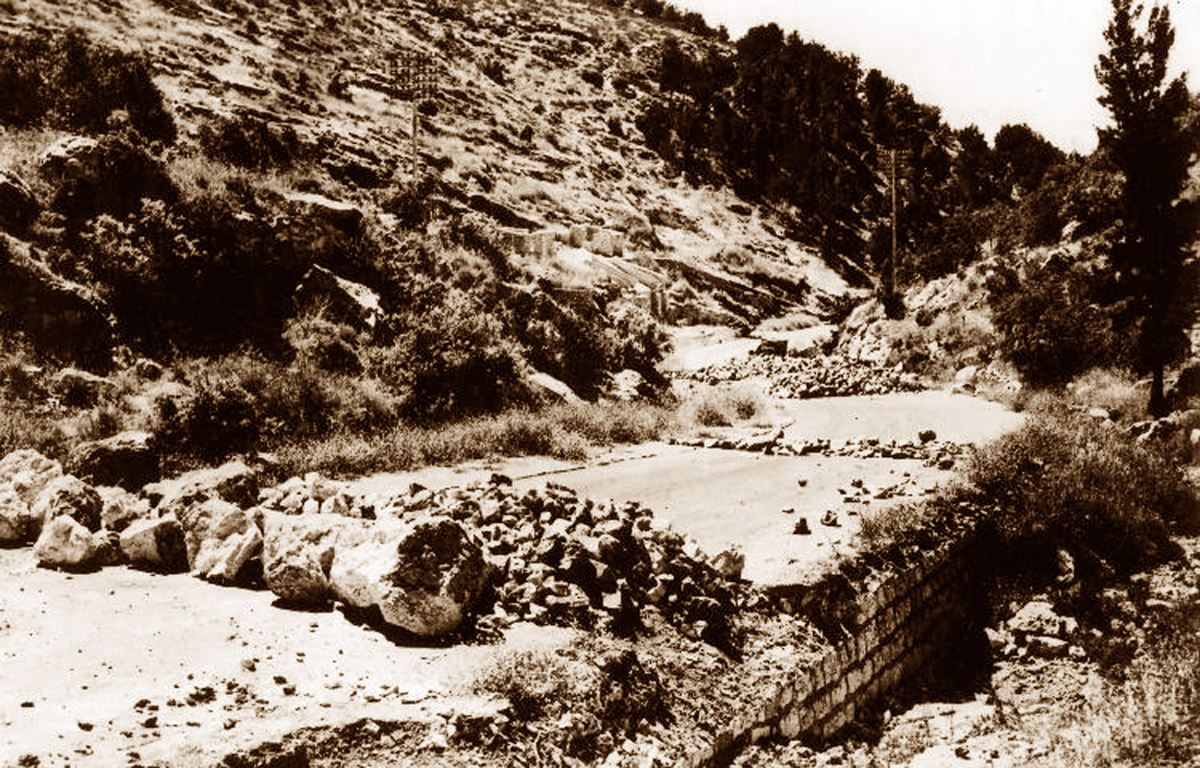
حاجز عربي، على الطريق الرئيسي المؤدي إلى القدس.

كان اعتماد خطة دالت بمثابة المرحلة الثانية من الحرب، حيث شنت الهاجاناه الهجوم.
وكان الهدف من العملية الأولى، نحشون، رفع الحصار عن القدس. وفي الأسبوع الأخير من آذار/مارس، حاولت 136 شاحنة إمداد الوصول إلى القدس؛ نجا 41 شخص منهم فقط. وقد اشتدت الهجمات العربية على الاتصالات والطرق. أدى فشل القوافل وفقدان المركبات المدرعة اليهودية إلى زعزعة ثقة قادة اليشوب.
```
قام 1500 رجل من لواء غيفاتي التابع للهاجاناه ولواء حاريل التابع 
للبلماح
 بطلعات جوية لتحرير الطريق إلى المدينة بين 5 أبريل و 20 أبريل. ونجحت العملية، ونُقل ما قيمته شهران من المواد الغذائية إلى القدس بالشاحنات لتوزيعها على السكان اليهود.
[
20
]
 ساعد على نجاح العملية وفاة الحسيني في القتال.
```

إسرائيل وفلسطين في يونيو 1948.

خلال هذا الوقت، وبشكل مستقل عن الهاجاناه أو خطة دالت[بحاجة لمصدر]، ذبحت القوات غير النظامية من تشكيلات الإرجون وليحي 250 عربيا في دير ياسين. وقد ندد هذا الحدث علنا وانتقد من قبل السلطات اليهودية الرئيسية وكان له تأثير عميق على معنويات السكان العرب. في الوقت نفسه، انتهت العملية الأولى واسعة النطاق لجيش التحرير العربي بكارثة، حيث هزموا هزيمة ساحقة في مشمار هعيمق. وقد تركهم حلفاؤهم الدروز بعد تفككهم.
في إطار خلق استمرارية إقليمية يهودية وفقا لخطة دالت، كانت قوات الهاجاناه والبلماح والإرجون تنوي غزو مناطق مختلطة من السكان. قاموا بالاستيلاء على طبريا وحيفا وصفد وبيسان ويافا قبل نهاية الانتداب، مع سقوط عكا بعد فترة وجيزة. فر أكثر من 250,000 عربي فلسطيني من هذه المناطق.
كان البريطانيون قد سحبوا قواتهم بشكل أساسي. دفع الوضع الدول العربية المجاورة للتدخل، لكن استعداداتها لم تكتمل، ولم يتمكنوا من تجميع قوات كافية لتحويل مجرى الحرب. تكمن غالبية آمال العرب الفلسطينيين[بحاجة لمصدر] في الفيلق العربي لملك شرق الأردن، الملك عبد الله الأول. لم يكن ينوي إنشاء دولة فلسطينية يديرها العرب، لأنه كان يأمل في ضم جزء كبير من فلسطين الانتدابية.
وفي الدول المجاورة، نجح الهاجاناه في إطلاق عمليتي يفتاح وبن عامي لتأمين المستوطنات اليهودية في الجليل، وعملية كلشون. هذا خلق جبهة تسيطر عليها إسرائيل حول القدس. أدى الاجتماع غير حاسم بين غولدا مائير وعبد الله الأول، الذي تبعه مجزرة كفر عتصيون في 13 مايو على يد الفيلق العربي، إلى تنبؤات بأن المعركة من أجل القدس ستكون بلا رحمة.

## مسار الحرب العربية الإسرائيلية عام 1948

### دخول القوات العربية

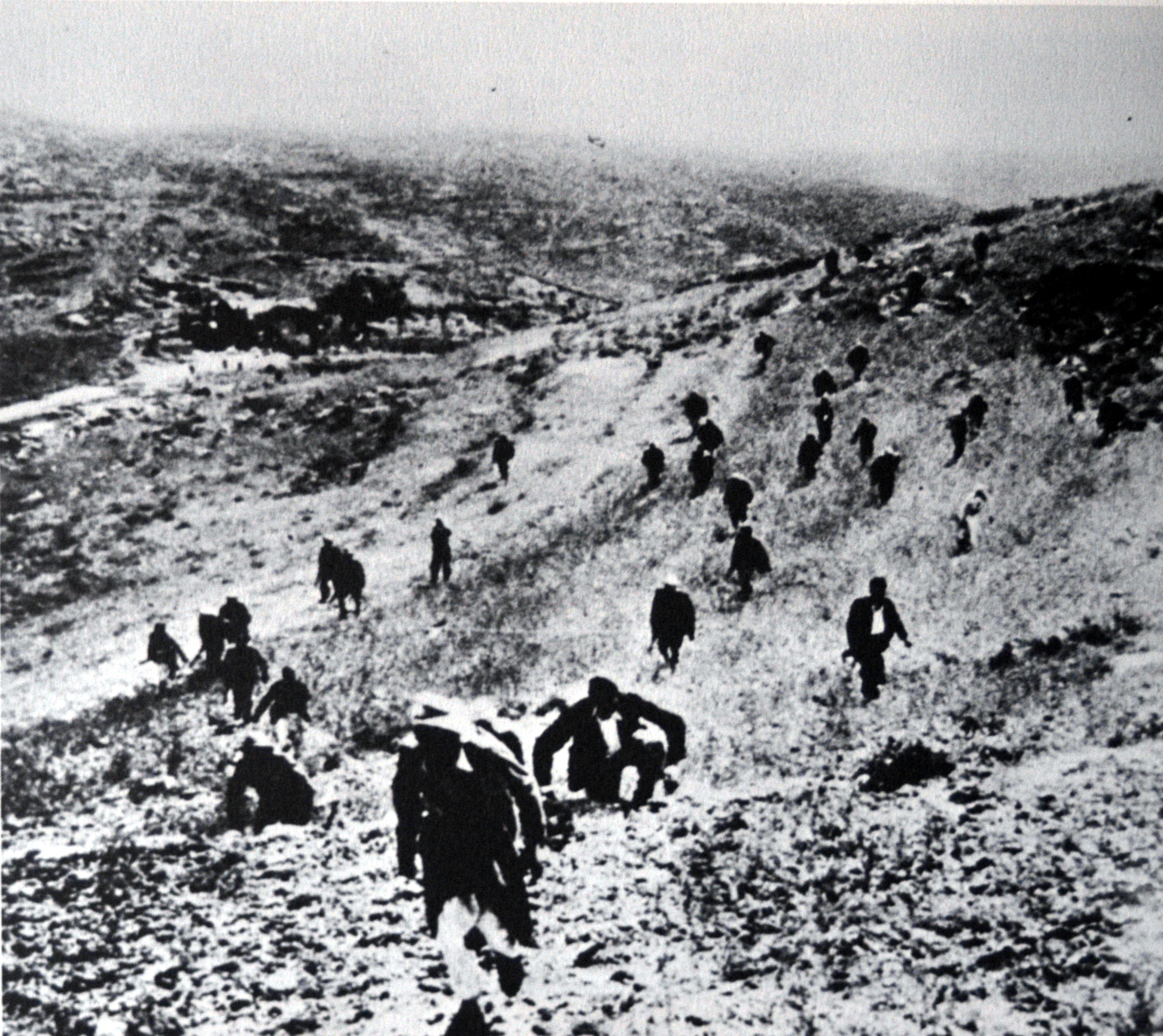
فلسطينيون غير نظاميين من جيش الحرب المقدسة، يقتربون من قرية القسطل بالقرب من القدس لاستعادتها من البلماح.

في 14 مايو 1948، قبل يوم من انتهاء الانتداب البريطاني، أعلن ديفيد بن غوريون إنشاء دولة يهودية في أرض الميعاد، تعرف باسم دولة إسرائيل. اعترف كل من قادة القوى العظمى، الرئيس الأمريكي هاري إس ترومان والزعيم السوفيتي جوزيف ستالين، على الفور بالدولة الجديدة، بينما رفضت جامعة الدول العربية قبول خطة التقسيم التي وضعتها الأمم المتحدة، وأعلنت حق تقرير المصير للعرب في جميع أنحاء فلسطين، وأكدت أن غياب السلطة القانونية جعل من الضروري التدخل لحماية أرواح العرب وممتلكاتهم.
خلال الأيام القليلة التالية، قامت وحدات من أربع من الدول السبع الأعضاء في جامعة الدول العربية في ذلك الوقت، وهي مصر والعراق وشرق الأردن وسوريا، بغزو الانتداب البريطاني السابق لفلسطين وقاتلت الإسرائيليين. وكانوا مدعومين من قبل جيش التحرير العربي وفيلق من المتطوعين من المملكة العربية السعودية ولبنان واليمن. شنت الجيوش العربية هجوما متزامنا على جميع الجبهات: غزت القوات المصرية من الجنوب، والقوات الأردنية والعراقية من الشرق، والقوات السورية غزت من الشمال. كان التعاون بين مختلف الجيوش العربية ضعيفًا.

### الهدنة الأولى: 11 يونيو – 8 يوليو 1948

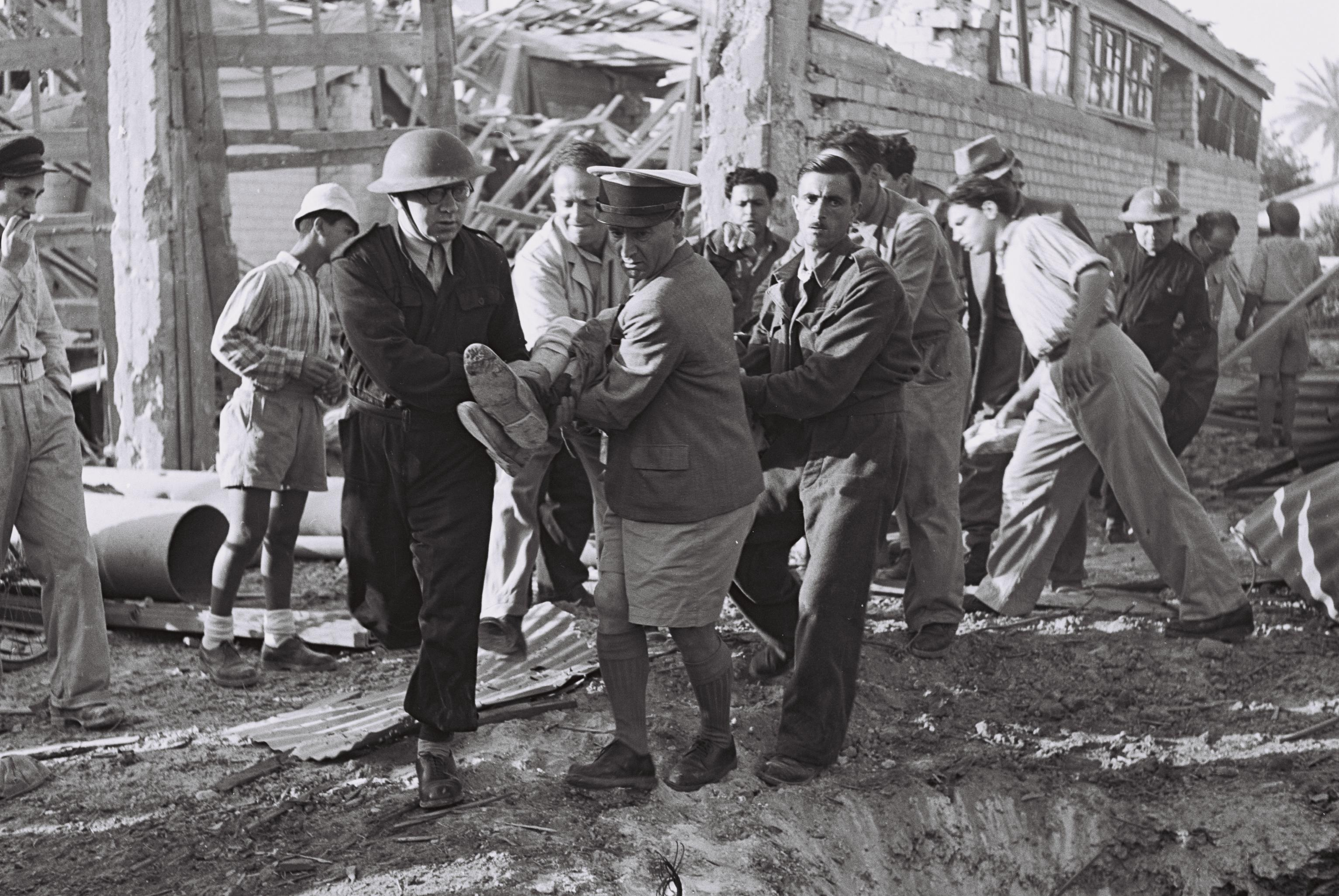
متطوعون يقومون بإجلاء جريح خلال قصف مصري لتل أبيب.

أعلنت الأمم المتحدة هدنة في 29 مايو، والتي بدأت في 11 يونيو واستمرت 28 يوما. وأشرف على وقف إطلاق النار وسيط الأمم المتحدة فولك برنادوت وفريق من مراقبي الأمم المتحدة وضباط جيش من بلجيكا والولايات المتحدة والسويد وفرنسا. صوتت الجمعية العامة على برنادوت "لضمان سلامة الأماكن المقدسة، وحماية رفاهية السكان، وتعزيز" التسوية السلمية للوضع المستقبلي لفلسطين ". تحدث عن "السلام بحلول عيد الميلاد" لكنه رأى أن العالم العربي استمر في رفض وجود دولة يهودية، مهما كانت حدودها.
وأعلن حظر على الأسلحة بنية ألا يحقق أي من الطرفين مكاسب من الهدنة. لم يحترم أي من الجانبين الهدنة. كلاهما وجد طرقا للالتفاف على القيود. استغل كل من الإسرائيليين والعرب هذا الوقت لتحسين مواقفهم، وهو انتهاك مباشر لشروط وقف إطلاق النار.
"انتهك العرب الهدنة من خلال تعزيز خطوطهم بوحدات جديدة (بما في ذلك ست سرايا من النظاميين السودانيين، وكتيبة سعودية ووحدات من اليمن والمغرب) ومنع الإمدادات من الوصول إلى المستوطنات الإسرائيلية المعزولة. وفي بعض الأحيان، كانوا يفتحون النار على طول الخطوط". انتهكت قوات الدفاع الإسرائيلية الهدنة من خلال الحصول على أسلحة من تشيكوسلوفاكيا، وتحسين تدريب قواتها، وإعادة تنظيم الجيش. وقال إسحاق رابين، قائد الجيش الإسرائيلي الذي أصبح فيما بعد خامس رئيس وزراء لإسرائيل: "مع سحب الأسلحة من تشيكوسلوفاكيا ... من المشكوك فيه جدا ما إذا كنا سنتمكن من شن الحرب". بالإضافة إلى انتهاك حظر الأسلحة والأفراد، أرسل الجانبان وحدات جديدة إلى الجبهة. زاد الجيش الإسرائيلي قوته البشرية من حوالي 30000 أو 35000 رجل إلى ما يقرب من 65000 خلال الهدنة [بحاجة لمصدر] وإمداداتها بالأسلحة إلى "أكثر من خمسة وعشرين ألف بندقية وخمسة آلاف مدفع رشاش وأكثر من خمسين مليون رصاصة".

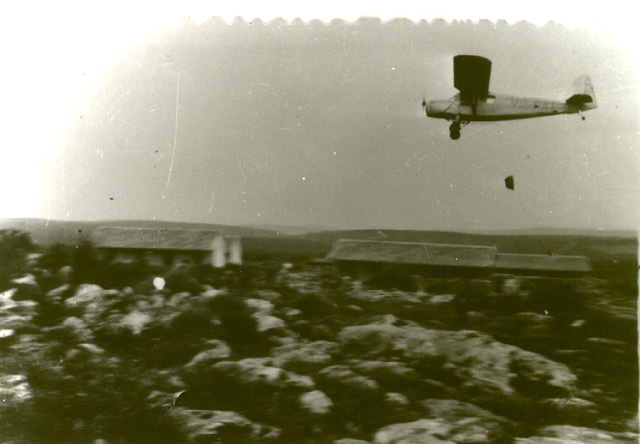
إسقاط الإمدادات جوا للمحاصرين يحيام ، 1948.

ومع بدء الهدنة، قال ضابط بريطاني متمركز في حيفا إن الهدنة التي تستمر أربعة أسابيع "سيستغلها اليهود بالتأكيد لمواصلة التدريب العسكري وإعادة التنظيم بينما يضيعها العرب في التناحر على تقسيم الغنائم في المستقبل". في 7 يوليو، قبل يوم من انتهاء الهدنة، جددت القوات المصرية بقيادة اللواء محمد نجيب الحرب بمهاجمة نيغبا.

## ببليوغرافيا
- Abdel Jawad، Saleh (2006). "The Arab and Palestinian Narratives of the 1948 War". في Robert I. Rotberg (المحرر). Israeli and Palestinian Narratives of Conflict: History's Double Helix. Indiana University Press. ISBN:0-253-21857-8. مؤرشف من الأصل في 2023-04-07.
- Caplan، Neil (19 سبتمبر 2011). "War: Atzma'ut and Nakba". The Israel-Palestine Conflict: Contested Histories. John Wiley & Sons. ISBN:978-1-4443-5786-8.
- يوآف جيلبر, Palestine 1948, Sussex Academic Press, Brighton, 2006, (ردمك 978-1-84519-075-0)
- إفرايم كارش, The Arab-Israeli Conflict: The Palestine War 1948, Osprey publishing, 2002.
- وليد الخالدي (ed.), All that remains.(ردمك 978-0-88728-224-9).
- وليد الخالدي, Selected Documents on the 1948 Palestine War, مجلة الدراسات الفلسطينية, 27(3), 79, 1998.
- Levett، Gordon (1991). "The 'Other' Airlift". Air Enthusiast. ع. 44. ص. 17–25. ISSN:0143-5450.
- بيني موريس, 1948, Yale University Press, 2008, (ردمك 978-0-300-12696-9)
- إيلان بابي, The Ethnic Cleansing of Palestine, Oneworld Publications, 2006, (ردمك 978-1-85168-555-4)
- يوجين إل. روجان  [لغات أخرى]‏ & أفي شلايم, The War for Palestine — Rewriting the history of 1948, Cambridge University Press, 2001.
- David Tal  [لغات أخرى]‏, War in Palestine, 1948. Strategy and Diplomacy, روتليدج (دار نشر), 2004.
- Williamson, Bruce. "Caught in the Middle: Air Combat Between Israel and the RAF, 1948". Air Enthusiast 115, January–February 2005, pp. 2–10 ISSN 0143-5450